# Lohnder Bach
Der Lohnder Bach ist ein etwa 7,3 Kilometer langer Nebenfluss der Leine.
Er entsteht per definitionem aus einem namenlosen Graben beim Unterqueren der Landesstraße zwischen den Seelzer Ortsteilen Kirchwehren und Almhorst.
Zugleich geht die Zuständigkeit für das Gewässer von der Stadt Seelze zur unteren Wasserbehörde über.
Er umfließt Almhorst südwestlich, fließt durch das Lohnder Holz und unterquert bei Lohnde verrohrt die B 441 und den Mittellandkanal.
Nach dem Durchqueren von Lohnde in nördlicher Richtung mündet er direkt am nördlichen Ortsende in die Leine.